# Електронний прилад
Електро́нний при́лад (ЕП) — прилад для перетворення електромагнітної енергії з одного виду в інший, в процесі взаємодії створених в ньому електронних потоків з електромагнітними полями, в середовищі, яке заповнює його внутрішній простір (вакуум, газ, напівпровідниковий матеріал, тощо).
Прилад, в якому провідність здійснюється через електрони чи іони, які рухаються у вакуумі, газі чи у напівпровіднику.
Електронні прилади поділяються на електровакуумні прилади та напівпровідникові прилади.